# Aníbal Paz
Aníbal Luis Paz (21. maj 1917
(nogle kilder siger 18. februar 1918)
i Montevideo, Uruguay - 21. marts 2013 i Montevideo)
var en uruguayansk fodboldspiller, der med Uruguays landshold vandt guld ved VM i 1950 i Brasilien. Han var også med til at vinde det sydamerikanske mesterskab i 1942. I alt spillede han 22 landskampe.
Paz spillede på klubplan primært for Nacional i hjemlandet. Her var han med til at vinde intet mindre end ni uruguayanske mesterskaber.

## Titler
Primera División Uruguaya
- 1939, 1940, 1941, 1942, 1943, 1946, 1947, 1950 og 1952 med Nacional

VM
- 1950 med Uruguay

Sydamerika-Mesterskabet (Copa América)
- 1942 med Uruguay